# Everton Maceió
Everton Maceió, pseudonimo di Everton Leandro de Oliveira Santos (Maceió, 14 luglio 2003), è un calciatore brasiliano, attaccante del Mirassol in prestito dalla Portuguesa.

## Carriera
Ha iniziato a giocare nei settori giovanili di CSA e CRB per poi passare in prestito al Grêmio nel 2020. Nel 2022 ha firmato un contratto professionistico con il São Caetano ed il 17 luglio ha debuttato in prima squadra nell'incontro di Copa Paulista vinto 1-0 contro la Juventus-SP.
Nel settembre del 2023 è passato in prestito al Portuguesa che lo ha inizialmente assegnato all'Under-20. Nel 2024 si è messo in mostra nella Copa Paulista realizzando 7 reti in 14 incontri che gli sono valse il titolo di capocannoniere della competizione e nel mese di settembre è stato acquistato a titolo definitivo.
Il 19 marzo 2025 è stato prestato  dal Mirassol, neopromosso in Série A.

## Statistiche

### Presenze e reti nei club
Statistiche aggiornate al 19 aprile 2025.
| Stagione        | Squadra         | Campionato      | Campionato | Campionato | Coppe nazionali | Coppe nazionali | Coppe nazionali | Coppe continentali | Coppe continentali | Coppe continentali | Altre coppe | Altre coppe | Altre coppe | Totale | Totale | Totale |
| Stagione        | Squadra         | Comp            | Pres       | Reti       | Comp            | Pres            | Reti            | Comp               | Pres               | Reti               | Comp        | Pres        | Reti        | Pres   | Reti   |        |
| --------------- | --------------- | --------------- | ---------- | ---------- | --------------- | --------------- | --------------- | ------------------ | ------------------ | ------------------ | ----------- | ----------- | ----------- | ------ | ------ | ------ |
| 2022            | São Caetano     | -               | 0          | 0          | -               | -               | -               | -                  | -                  | -                  | CP          | 9           | 0           | 9      | 0      |        |
| 2023            | São Caetano     | A2/SP           | 6          | 1          | -               | -               | -               | -                  | -                  | -                  | CP          | 8           | 0           | 14     | 1      |        |
| 2024            | Portuguesa      | A1/SP           | 9          | 1          | -               | -               | -               | -                  | -                  | -                  | CP          | 15          | 7           | 24     | 8      |        |
| 2025            | Portuguesa      | A1/SP           | 11         | 3          | CB              | 1               | 0               | -                  | -                  | -                  | -           | -           | -           | 12     | 3      |        |
| 2025            | Mirassol        | A               | 5          | 0          | CB              | 0               | 0               | -                  | -                  | -                  | -           | -           | -           | 5      | 0      |        |
| Totale carriera | Totale carriera | Totale carriera | 30         | 5          |                 | 1               | 0               |                    | -                  | -                  |             | 32          | 7           | 63     | 12     |        |

## Palmarès

### Individuale
- Capocannoniere della Copa Paulista: 1

2024 (7 reti)